# Ministère de la Décentralisation et de la Gouvernance locale

Le Ministère de la Décentralisation et de la Gouvernance Locale est un département ministériel du gouvernement béninois. 

## Missions et attributions
Ce ministère est chargé de la mise en œuvre et le suivi-évaluation de la politique de l’État en matière de décentralisation, de déconcentration, de gouvernance locale et de développement à la base.

## Organisation
Dirigé par un ministre, membre du gouvernement béninois, son siège est situé dans le quartier Cadjèhoun (Cotonou), en face de la présidence, dans le 12e arrondissement de Cotonou.